# John Ajvide Lindqvist
John Ajvide Lindqvist (nascut en 1968 a Blackeberg, Suècia) és un escriptor suec de novel·les fantàstiques i de terror.

## Biografia
Lindqvist va créixer en Blackeberg, un suburbi de la ciutat de Estocolm, i la seva primera novel·la Låt den rätte komma in, una història de vampirs publicada l'any 2004, va gaudir de gran èxit a Suècia. Hanteringen av odöda va ser publicada l'any 2005 i està relacionada amb l'aparició de zombis o "reviscuts" en la zona d'Estocolm. L'any 2006 va publicar el seu tercer llibre, Pappersväggar, una col·lecció d'històries curtes de terror. L'any 2007, la seva història Tindalos va ser publicada per lliuraments en el periòdic suec Dagens Nyheter, que també va oferir un audiollibre gratuït en la seva pàgina web, llegit pel mateix autor. Les seves obres són publicades a Suècia per l'editorial Ordfront i han estat traduïdes a moltes llengües: anglès, alemany, italià, francès, noruec, danès, polonès, alemany, rus i castellà (l'any 2008).
Abans de convertir-se en un escriptor, Lindqvist va treballar durant dotze anys com il·lusionista i còmic. Quan era adolescent, solia realitzar espectacles de màgia al carrer per als turistes que visitaven Västerlånggatan a Estocolm.
A part de novel·les de terror també ha escrit el guió per a la sèrie dramàtica de televisió Kommissionen, així com part del guió de Reuter & Skoog. També va ser el guionista de l'adaptació cinematogràfica de la seva novel·la Låt den rätte komma in. La productora Tre Vänner ha comprat els drets de Hanteringen av odöda i actualment està planejant realitzar l'adaptació cinematogràfica. Per a escriure Låt den rätte komma in es va basar en la seva pròpia infància, i en les obres, "Carmilla" de Sheridan Le Fanu i la pel·lícula "Joc de llàgrimes".
El pare de Jon Ajvide va morir ofegat, i la mar ha aparegut en diverses de les seves obres com una força fosca i sinistra punt en Descansa en pau, i Harbour, un relat de Pappersväggar, on és una presència amenaçadora i de fet pot ser considerat el vilà de la trama.
Lindqvist és un fan de Morrissey. En diverses entrevistes ha afirmat que va prendre el nom de la seva primera novel·la de la cançó de Morrissey "Let the Right One Slip In". A més també va afirmar que quan la seva novel·la va ser traduïda a l'anglès va gaudir pensant que Morrissey podria llegir el seu llibre.
Entre els seus autors preferits ha esmentat a Julio Cortázar, Gabriel García Márquez i Jorge Luis Borges; especialment al primer.

## Llibres
- Låt den rätte komma in (Deixa’m entrar) 2004
- Hanteringen av odöda (Descansa en pau) 2005
- Pappersväggar (Parets de paper) 2006
- Tindalos publicada per entregues al periòdic Dagens Nyheter, 2007
- Människohamn (Port Humà), (2008)
- Lilla stjärna (Petita estrella, 2009)
- Låt de gamla drömmarna dö (Deixa que morin els vells somnis, 2011)
- Tjärven (2011)
- Sulky och Bebbe regerar okej (2012) ("El patí o Bebbe reina", amb Mia Ajvide)
- Fem kända musiker döda i seriekrock ("Cinc músics famosos morts i apilats") (2013)
- Himmelstrand (2014)
- Speciella omständigheter (2014) ("Circumstàncies especials"; relat)
- Rörelsen (2015) ("Moviment", segona novel·la d'una trilogia iniciada amb Himmelstrand)
- Våran hud, vårat blod, våra ben (2016) ("La nostra pell, la nostra sang, els nostres ossos")
- X: Den sista platsen (2017) (X: L'últim lloc)
- Varsel i Mörkret (2017) (El manual del guardià, novel·la i antologia).
- Gräns (2018) (El límit).
- Vänligheten (2021) (L'amabilitat ).
- Verkligheten (2022).

## Obres dramàtiques
- 2012 - Fem kända musiker döda i seriekrock
- 2012 - Ett informellt samtal om den nuvarande situationen
- 2014 - Storstugan - En pyromans berättelse

## Adaptacions cinematogràfiques
- 2008 - Deixa'm entrar (Låt den rätte komma in), pel·lícula sueca realitzada per Tomas Alfredson
- 2010 - Let Me In, pel·lícula britànica i estatunidenca realitzada per Matt Reeves
- 2018 - Border (Gräns), pel·lícula sueca realitzada per Ali Abbasi